# ماجليانو في توسكانا
ماجليانو في توسكانا هي كومونا في مقاطعة غروسيتو في منطقة توسكانا الإيطالية، وتقع على بعد حوالي 130 كيلومترًا (81 ميلاً) جنوب فلورنسا وحوالي 25 كيلومترًا (16 ميلاً) جنوب شرق غروسيتو.
وتقع ماجليانو على حدود البلديات التالية: جروسيت ، مانسيانو ، أوربيتيلو ، سكانسانو.

## روابط خارجية
- الموقع الرسمي